# Zavortinkius geoffroyi
Zavortinkius geoffroyi is een muggensoort uit de familie van de steekmuggen (Culicidae). De wetenschappelijke naam van de soort is voor het eerst geldig gepubliceerd in 1999 door Reinert.